# Cotesia ayerza
Cotesia ayerza är en stekelart som först beskrevs av Brethes 1920.  Cotesia ayerza ingår i släktet Cotesia och familjen bracksteklar. Inga underarter finns listade i Catalogue of Life.